# Szürke bokormadár
A szürke bokormadár (Gerygone igata) a madarak osztályának verébalakúak (Passeriformes) rendjébe és az ausztrálposzáta-félék (Acanthizidae) családjába tartozó faj. A családot egyes szervezetek a gyémántmadárfélék (Pardalotidae) családjának, Acanthizinae alcsaládjáként sorolják be.

## Rendszerezése
A fajt Jean René Constant Quoy és Joseph Paul Gaimard írta le 1830-ban, Curruca nembe Curruca igata néven.

## Előfordulása
Új-Zéland területén honos. A természetes mérsékelt övi erdők, mangroveerdők és cserjések, valamint szántóföldek és városias környezet.

## Megjelenése
Testhossza 10 centiméter, testtömege 6,5 gramm.

## Életmódja
Elsősorban rovarokkal és pókokkal táplálkozik, de fogyaszt kisebb gyümölcsöket és magvakat is.